# La corrispondenza
La corrispondenza è un film del 2016 scritto e diretto da Giuseppe Tornatore.

## Trama
Amy Ryan è una giovane studentessa universitaria di astrofisica, fuori corso ormai di qualche anno. Fa anche la stuntwoman, girando scene pericolose per il cinema e la televisione.
Amy ha una relazione con il professor Edward Phoerum, che però è sostanzialmente basata su quotidiani messaggi sul cellulare ed eterne videochiamate su Skype, visto che l'uomo vive ad Edimburgo. I due si vedono solo a cadenza regolare di mesi, nei soggiorni trascorsi a Borgo Ventoso dove lui ha una seconda casa, o in occasione di conferenze o altri appuntamenti.
Uno dei loro appuntamenti avrebbe dovuto essere a un convegno di astrofisica nell'ateneo di Amy, ma Ed la avverte che non riuscirà ad essere presente. Amy va ugualmente al convegno, dove scopre che il professor Phoerum nel frattempo è deceduto in seguito a una lunga malattia (astrocitoma). Nonostante ciò, inspiegabilmente, continuano ad arrivarle ogni giorno i suoi messaggi. Il professore ha predisposto una rete di complici ed artifici per poter ugualmente essere presente nella vita della ragazza nonostante la sua morte. Questo rapporto diventerà con il tempo sempre più surreale, ma alla fine aiuterà Amy ad ottenere il dottorato, a riconciliarsi con la madre e con la famiglia di Ed e ad accorgersi delle attenzioni nei suoi confronti dei colleghi della sua età.

## Riprese

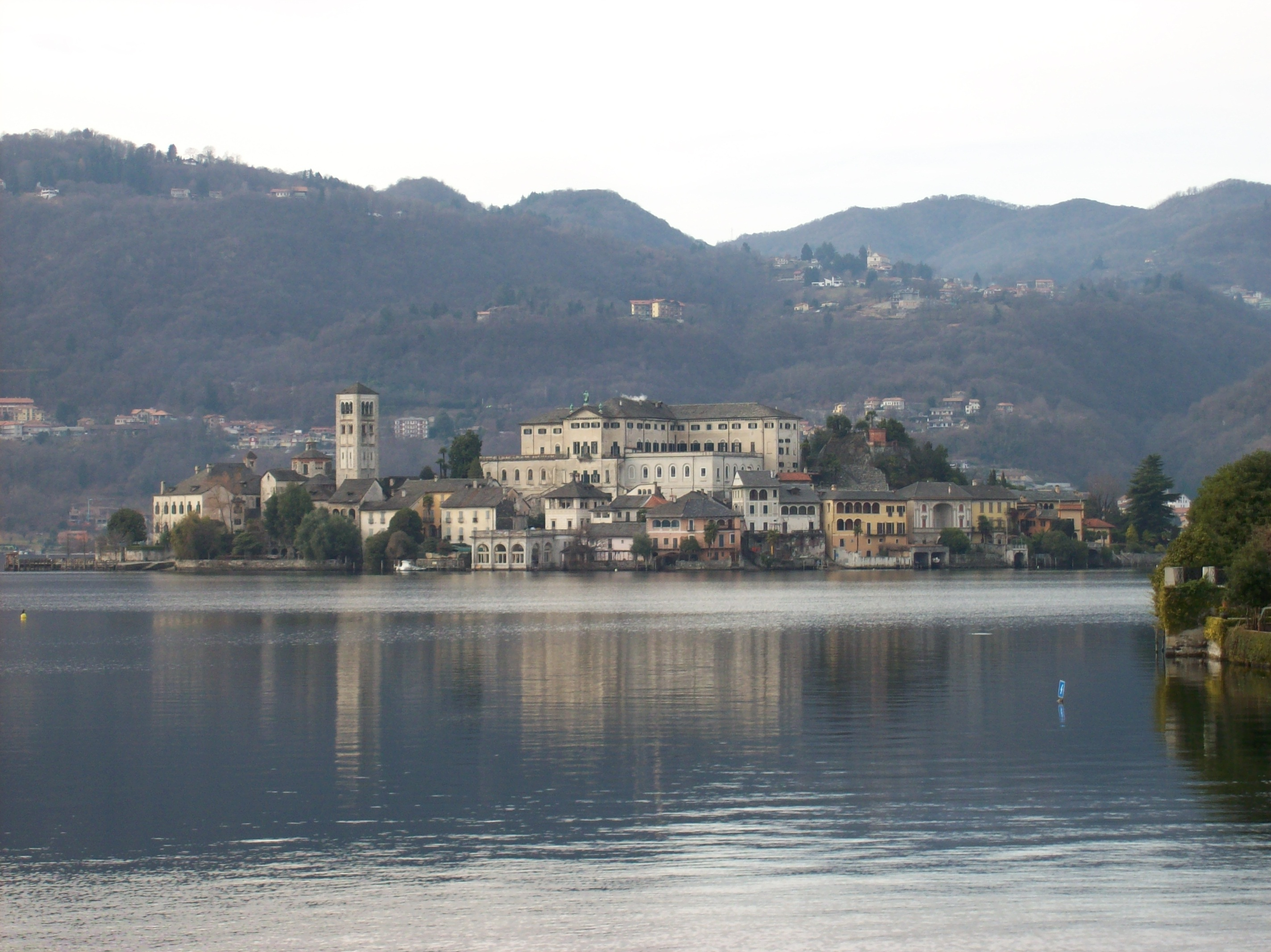
Isola di San Giulio nel lago d'Orta, "Borgo Ventoso" nel film

Le riprese sono iniziate nel marzo 2015 e sono proseguite per circa 10 settimane, tra Italia e Gran Bretagna.
 Suggestiva la località sull'isola di San Giulio, nel lago d'Orta, rinominata nel film Borgo Ventoso, anche se alcune riprese di Borgo Ventoso si sono svolte all'Isola dei Pescatori sul lago Maggiore. Le riprese britanniche sono state effettuate in Scozia, a Edimburgo (l'università e gli scorci delle vie intorno alla Stafford Street -West End) ed in Inghilterra, a York e dintorni. Il set si è spostato anche a Trento (per esempio al Grand Hotel Trento e sul Monte Bondone), Bolzano (Biblioteca storica del Seminario Maggiore), Bressanone (Facoltà di Scienze della Formazione, Seminario Maggiore e piazza Duomo), Asiago (Osservatorio Astronomico di Cima Ekar) e a Montenero Sabino, il cui castello è stato utilizzato per una delle scene di stunt.

## Distribuzione
Il film è uscito nelle sale italiane il 14 gennaio 2016. 
Ha incassato poco più di 3,8 milioni di dollari, difronte a un budget di 13 milioni.

## Riconoscimenti
- 2016 - David di Donatello
  - David giovani a Giuseppe Tornatore
  - Candidatura Miglior colonna sonora a Ennio Morricone
  - Candidatura Miglior scenografia a Maurizio Sabatini
  - Candidatura Migliori costumi a Gemma Mascagni
  - Candidatura Miglior trucco a Enrico Iacoponi
  - Candidatura Migliori acconciature a Elena Gregorini
- 2016 - Nastro d'argento
  - Candidatura Migliore fotografia a Fabio Zamarion
  - Candidatura Miglior scenografia a Maurizio Sabatini
- 2016 - Globo d'oro
  - Miglior fotografia a Fabio Zamarion
  - Candidatura Miglior film a Giuseppe Tornatore
  - Candidatura Miglior colonn sonora a Ennio Morricone